# Lophoceros hemprichii
El toco abisinio (Lophoceros hemprichii) es una especie de ave bucerotiforme de la familia Bucerotidae.

## Distribución
Se lo encuentra en Yibuti, Eritrea, Etiopía, Kenia, Somalia, Sudán del Sur y Uganda.